# فناوری اطلاعات

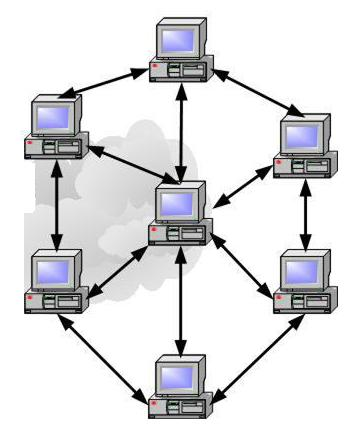
فناوری اطلاعات به شبکه رایانه‌ای بسیار مربوط است

فناوری اطلاعات، (به انگلیسی: Information Technology یا IT) همان‌طور که به وسیله انجمن فناوری اطلاعات آمریکا (ITAA) تعریف شده‌است، «به مطالعه، طراحی، توسعه، پیاده‌سازی، پشتیبانی یا مدیریت سامانه‌های اطلاعاتی مبتنی بر رایانه، به‌ویژه برنامه‌های نرم‌افزاری و سخت‌افزار رایانه می‌پردازد». به‌طور کوتاه، فناوری اطلاعات، با مسائلی مانند به‌کارگیری رایانه‌های الکترونیکی و نرم‌افزار سروکار دارد تا تبدیل، ذخیره، حفاظت، پردازش، انتقال و بازیابی اطلاعات و در تعریف دیگری (که به نظر می‌رسد کامل‌تر و دقیق‌تر باشد) فناوری اطلاعات به کلیه فناوری‌هایی اشاره می‌کند که در شش حوزه جمع‌آوری، ذخیره‌سازی، پردازش، حفاظت، انتقال و نمایش اطلاعات کاربرد داشته و اثرگذار هستند.
اخیراً تغییر اندکی در این عبارت داده می‌شود تا این اصطلاح به‌طور روشن دایرهٔ ارتباطات مخابراتی را نیز شامل گردد؛ بنابراین عده‌ای بیشتر مایل‌اند تا عبارت «فناوری اطلاعات و ارتباطات» (فاوا) (Information and Communications Technology) یا به اختصار ICT را به کار برند.
بسیاری مفهوم فناوری اطلاعات را با رایانه و انفورماتیک ادغام می‌کنند، این درحالی است که این‌ها ابزارهای فیزیکی فناوری اطلاعات می‌باشند نه تمامی آنچه که فناوری اطلاعات پوشش می‌دهد. "با فرض اینکه فناوری اطلاعات یک سیب باشد، رایانه، شبکه، نرم‌افزار و دیگر ابزارهای مرتبط با این حوزه همانند دم سیب است که میوه توسط آن تغذیه می‌گردد، حال این خود سیب است که محصول اصلی است و هدف و نتیجه در آن خلاصه می‌گردد. "
فناوری اطلاعات موضوع بسیار مهمی است که در پیشرفت کشور ها نقش بسزایی دارد زیرا امروزه تکنولوژی پیشرفت کرده است و همه چیز از دنیای مجازی و اینترنت سرچشمه می‌گیرد و ما باید تلاش کنیم تا این حوضه را گسترش دهیم حتی شده با یاد دادن چیز هایی کوچیک به همدیگر اگر مردم درباره این موضوع ندانند ممکن است خطرناک باشد و باعث دزدی و فیشینگ از آنها شود.

## عناصر کاملاً اصلی
فناوری اطلاعات متشکل از چهار عنصر اساسی انسان، سازوکار، ابزار و ساختار است.
- انسان: منابع انسانی، مفاهیم و اندیشه، نوآوری
- سازوکار: قوانین، مقررات مرتبط، جهانی

### زمینه‌های IT
امروزه معنای اصطلاح «فناوری اطلاعات» بسیار گسترده شده‌است و بسیاری از جنبه‌های محاسباتی و فناوری را در بر می‌گیرد و نسبت به گذشته شناخت این اصطلاح آسان‌تر شده‌است. چتر فناوری اطلاعات، تقریباً بزرگ است و بسیاری از زمینه‌ها را پوشش می‌دهد. متخصص فناوری اطلاعات وظایف گوناگونی دارد، از نصب برنامه‌های کاربردی تا طراحی شبکه‌های پیچیده رایانه‌ای و پایگاه داده‌های اطلاعاتی. فناوری اطلاعات و علوم کتابداری و اطلاع‌رسانی ارتباط تنگاتنگی با هم دارند. یکی دیگر از وظایف متخصص فناوری ارائه سرویس هایی جهت دسترسی تحت شبکه و وظیفه نگهداری و راه اندازی Data Center ها را هم دارد.

### ابزارهای نرم‌افزاری مدیریت خدمات فناوری اطلاعات
با افزایش چشمگیر تنوع تجهیزات و خدمات مربوط به فناوری اطلاعات، مدیریت خدمات ارائه شده در این حوزه نیز با چالشهای فراوانی روبرو شده‌است. مدیریت رسیدگی به مشکلات و درخواست‌ها، مدیریت تجهیزات و منابع در رابطه با خدمات پشتیبانی فنی و تخصیص آن‌ها به کاربران، و همچنین نظارت، کنترل و برنامه‌ریز در این زمینه از جمله مواردی است که مدیران حوزه فناوری اطلاعات را بر آن می‌دارد تا برای خود ابزارهای سودمند و کارا تدارک ببینند.
از جمله این ابزارها، می‌توان به نرم‌افزارهای مدیریت خدمات فناوری اطلاعات اشاره نمود که می‌توانند مدیران و کارشناسان و تکنسین‌ها را در این رابطه یاری نمایند.

## فناوری اطلاعات در ایران
در ایران همیشه بحث بر سر متولی اصلی فناوری اطلاعات وجود داشت تا زمانی که با تغییر نام وزارت پست و تلگراف و تلفن در سال ۱۳۸۲ به وزارت ارتباطات و فناوری اطلاعات و مهم‌تر از آن ایجاد معاونت فناوری اطلاعات وزارت ارتباطات، خود را متولی اصلی فناوری اطلاعات در کشور مطرح ساخت. از این سال به بعد توسعه همه‌جانبه‌ای در این وزارتخانه صورت گرفت تا شرکتها و مراکز متعددی زیر مجموعه آن تشکیل یافتند و هر یک از آنها با توانمندیها و فعالیتهای بسیار، تحولات فراوانی را شکل داده و باعث گسترش وضع ارتباطی کشور در بخش‌های پست و مخابرات شدند. معاونت فناوری اطلاعات به منظور تدوین راهبردها، سیاستها، برنامه‌های بلند مدت و اهداف کیفی و کمی بخش توسعه فناوری اطلاعات و ارائه آن به شورای عالی فناوری اطلاعات معاونتی تحت عنوان معاونت فناوری اطلاعات در ساختار سازمانی وزارت ارتباطات و فناوری اطلاعات در نظر گرفته شد؛ و کم‌کم سازمان‌هایی مثل سازمان فناوری اطلاعات و ارتباطات زیرساخت نیز در این رابطه شکل گرفتند.

## فناوری اطلاعات در دانشگاه‌های ایران
در بیشتر کشورها این دانش در دانشگاه‌ها با عنوان رشته «فناوری اطلاعات» (Information Technology) شناخته می‌شود، درحالی‌که در ایران بر اساس تصمیم سازمان آموزش عالی کشور عنوان «مهندسی فناوری اطلاعات» برای این رشته بکار برده می‌شود، رشته فناوری اطلاعات در هر دو قسمت مهندسی فناوری اطلاعات و مدیریت فناوری اطلاعات در ایران دارای مقطع دکتری است و رشته‌ای نیز تحت عنوان مهندسی فناوری اطلاعات و ارتباطات (ICT) به پیشنهاد وزارت ارتباطات و فناوری اطلاعات اخیراً در دانشگاه‌های ایران تدریس می‌شود. برای نخستین بار دانشگاه صنعتی امیرکبیر اقدام به پذیرش این رشته کرده‌است.

### گرایش‌های رشتهمهندسی فناوری اطلاعات
- مهندسی فناوری اطلاعات گرایش تجارت الکترونیکی
- مهندسی فناوری اطلاعات گرایش شبکه‌های رایانه‌ای
- مهندسی فناوری اطلاعات گرایش مدیریت سامانه‌های اطلاعات
- مهندسی فناوری اطلاعات گرایش سامانه‌های چندرسانه ای
- مهندسی فناوری اطلاعات گرایش معماری سازمانی
- مهندسی فناوری اطلاعات گرایش مدیریت فناوری
- مهندسی فناوری اطلاعات گرایش امنیت
- مهندسی فناوری اطلاعات گرایش طراحی و تولید نرم‌افزار
- مهندسی فناوری اطلاعات گرایش برنامه‌نویسی تحت وب

### گرایش‌های رشتهمدیریت فناوری اطلاعات
- مدیریت منابع اطلاعاتی
- سامانه‌های اطلاعات پیشرفته
- نظام کیفیت فراگیر
- کسب و کار الکترونیکی (کارشناسی ارشد)
- مدیریت دانش (کارشناسی ارشد)
- مدیریت رسانه (کارشناسی ارشد)
- فناوری اطلاعات پزشکی (کاربرد فناوری اطلاعات در پزشکی)

### گرایش‌های رشته مهندسیفناوری اطلاعات و ارتباطات
- مدیریت شبکه
- تجارت الکترونیک
- داده و امنیت شبکه
- ارتباطات سیار
- مدیریت ارتباطات و فناوری اطلاعات
- سامانه‌های چند رسانه‌ای

#### دروس تخصصی مهندسی فناوری اطلاعات
درس‌های تخصصی کارشناسی مهندسی فناوری اطلاعات عبارتند از:
- مبانی فناوری اطلاعات
- مهندسی فناوری اطلاعات
- تجارت الکترونیکی
- مدیریت و کنترل پروژه‌های فناوری اطلاعات
- برنامه‌ریزی استراتژیک فناوری اطلاعات
- آموزش الکترونیکی
- محیط‌های چند رسانه‌ای
- پروژه فناوری اطلاعات
- گرافیک رایانه‌ای
- دروس تخصصی شبکه
- تحقیق در عملیات
- مبانی الکترونیک دیجیتال
- اصول و مبانی مدیریت در آی‌تی